# Parotosuchus
Il parotosuco (gen. Parotosuchus) è un anfibio estinto appartenente ai temnospondili. Visse nel Triassico inferiore (Olenekiano, circa 249 - 246 milioni di anni fa) e i suoi resti fossili sono stati ritrovati in Europa, Asia e (forse) Nordamerica e Antartide. 

## Descrizione
Parotosuchus è un genere di anfibi di grandi dimensioni: solitamente gli esemplari adulti superavano i 2 metri di lunghezza, e alcune specie (P. helgolandicus, P. ptaszynskii) potevano avvicinarsi ai 3 metri. Il solo cranio superava spesso i 40 centimetri. Quest'ultimo era particolarmente largo e piatto, in particolare in alcune specie come P. orenburgensis. La regione postorbitale era molto corta, ed era presente un'incisura otica (uno spazio all'interno dell'osso squamoso, che potrebbe aver sostenuto la membrana timpanica). La mandibola possedeva un margine inferiore molto convesso in vista laterale. 

## Classificazione
Il genere Parotosuchus ha una storia tassonomica molto complicata. I primi fossili di questo animale furono ritrovati in strati del Triassico inferiore e vennero inizialmente attribuiti al genere Capitosaurus (Capitosaurus nasutus) da Meyer nel 1858. Nel 1889, Eberhardt Fraas operò una distinzione tra i temnospondili del Triassico tedesco: quelli con un'incisura otica aperta (generalmente del Triassico inferiore - medio) appartenevano al genere Capitosaurus, mentre quelli dall'incisura otica completamente circondata da ossa (chiusa) appartenevano al nuovo genere Cyclotosaurus (tipico del Triassico superiore). Successivamente, Otto Jaekel (1922) mostrò che l'esemplare tipo (e unico esemplare) della specie tipo Capitosaurus arenaceus era un cranio sprovvisto della regione posteriore, e pertanto non si poteva determinare se vi fosse o meno l'incisura otica aperta. Fu quindi necessario creare un nuovo genere per le altre forme attribuite a Capitosaurus, ovvero Parotosaurus. Nel 1968, però, Ochev e Shishkin ridenominarono il genere come Parotosuchus, in quanto il nome Parotosaurus era stato già utilizzato in precedenza da Boulenger nel 1914 per descrivere uno scinco. Nel 1976 fu inoltre proposto di usare il nome Archotosuchus, poiché l'autore che propose questo utilizzo non era a conoscenza dell'avvenuto cambio di nome generico. Attualmente Archotosuchus non è considerato un nome valido.

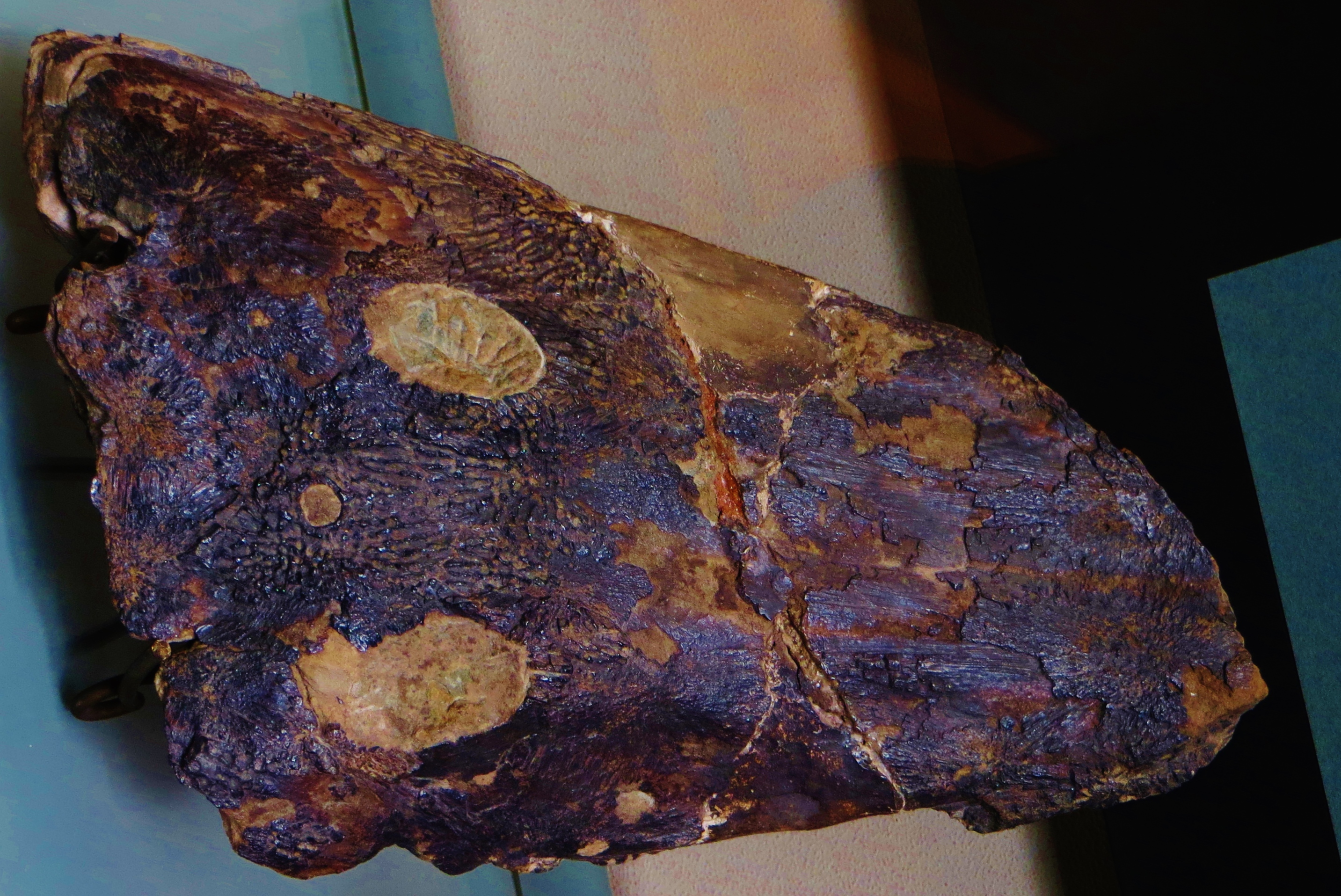
Cranio di Parotosuchus nasutus

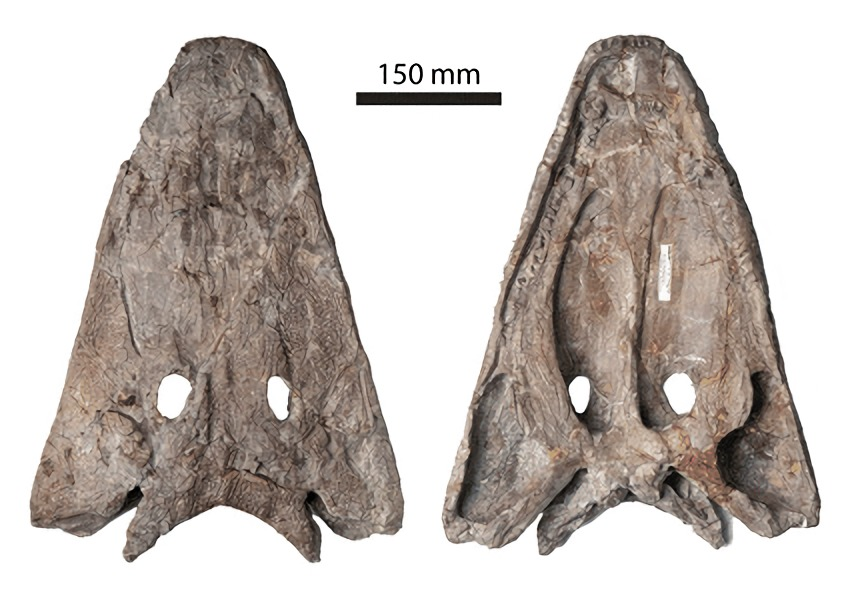
Cranio di Parotosuchus helgolandicus

Parotosuchus è un genere di anfibi temnospondili tipico del Triassico inferiore, e appartiene al gruppo dei capitosauroidi. Al contrario di forme successive come Cyclotosaurus, il cranio di Parotosuchus presentava la regione dell'incisura otica ancora aperta, con le ossa squamoso e tabulare ben separate fra loro. Questa caratteristica è considerata primitiva all'interno del gruppo, e quindi Parotosuchus può essere visto come una forma basale tra i capitosauri. 
La specie tipo (Parotosuchus nasutus) è stata ritrovata nei depositi del Buntsandstein in Germania; negli stessi luoghi è stato ritrovato anche P. helgolandicus, di dimensioni maggiori. Numerose specie sono state poi rinvenute in Russia (P. orientalis, P. orenburgensis, P. bogdoanus, P. panteleevi e P. komiensis). Tra queste, P. orenburgensis è la meglio conosciuta ed era dotata di un cranio piuttosto largo. Dal Kazakistan proviene invece P. sequester. Altre due specie provengono dal Triassico inferiore della Polonia (P. speleus e la grande P. ptaszynskii). Altre specie attribuite in passato al genere Parotosuchus sono state ritrovate in numerosi siti nei continenti meridionali (ad esempio P. africanus dal Sudafrica e P. aliciae dell'Australia), ma sono state in seguito riclassificate in altri generi (come Xenotosuchus e Warrenisuchus). Altri fossili attribuiti con qualche dubbio a Parotosuchus provengono dall'Antartide e dal Nordamerica. In ogni caso, Parotosuchus sembrerebbe essere stato un genere tipicamente del Laurasia, molto diffuso in Europa.

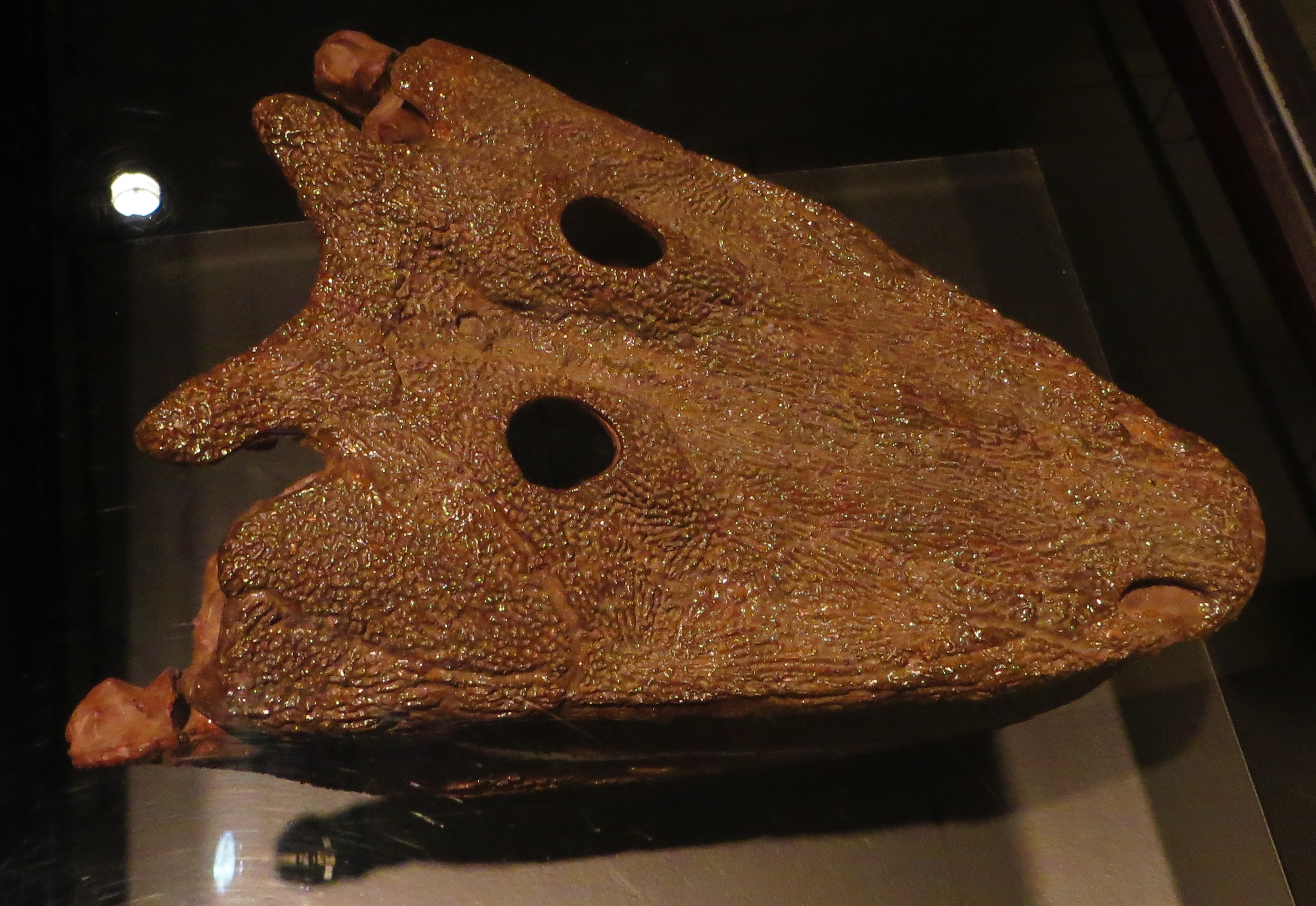
Cranio di Parotosuchus orenburgensis